# Гуам на літніх Олімпійських іграх 2020
Гуам на літніх Олімпійських іграх 2020 представляли п'ять спортсменів у чотирьох видах спорту.